# Нан-Мадол
6°50′31″ пн. ш. 158°19′56″ сх. д. / 6.841944° пн. ш. 158.332222° сх. д.

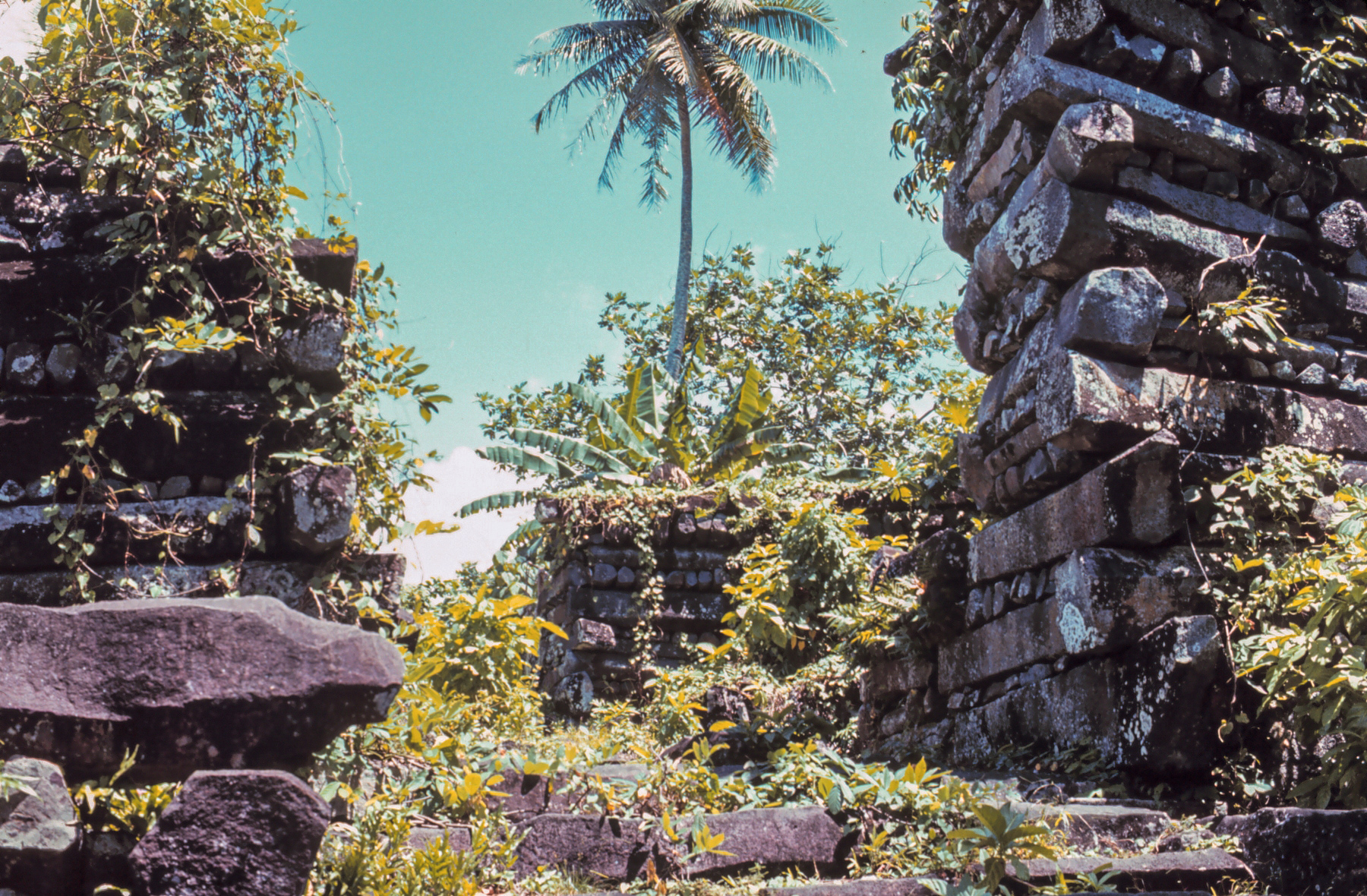
Нан-Мадол

Нан-Мадо́л (англ. Nan Madol) — рукотворний архіпелаг з 92 острівців, загальною площею 79 гектарів. Острівці зв'язані між собою системою рукотворних каналів. Також відомий під назвою «Тихоокеанська Венеція». Розташований біля острова Темвен, на південний схід від острова Понпеї в однойменному штаті у Федеративних Штатах Мікронезії. До 1500 року н. е. Нан Мадол був столицею правлячої династії Сауделерів (Сауделєр). Назва «Нан-Мадол» означає «місто водних шляхів», тобто систему каналів, що його пронизують.
Нан Мадол 15 липня 2016 р. був внесений до об'єктів світової спадщини ЮНЕСКО на 40-й сесії комітету ЮНЕСКО в Стамбулі, потрапивши до Списку Світової спадщини в Азії і Тихоокеанському регіоні.

## Історія

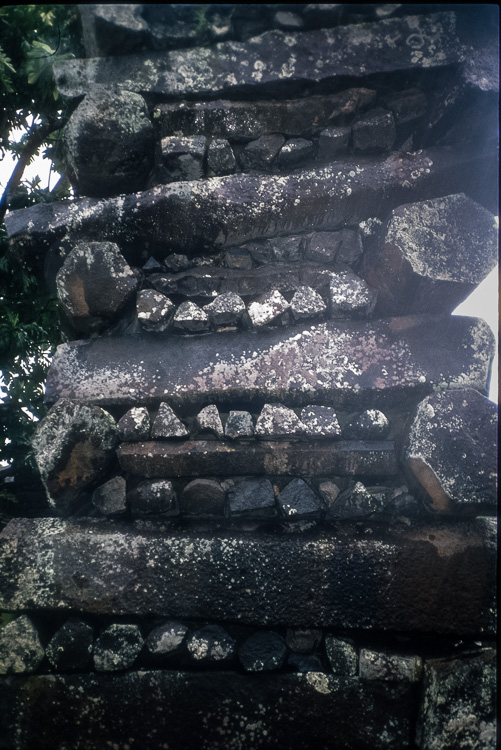
Частина вертикального стосу стовпчакових базальтових шматків різних діаметрів, що утворюють товсту стіну

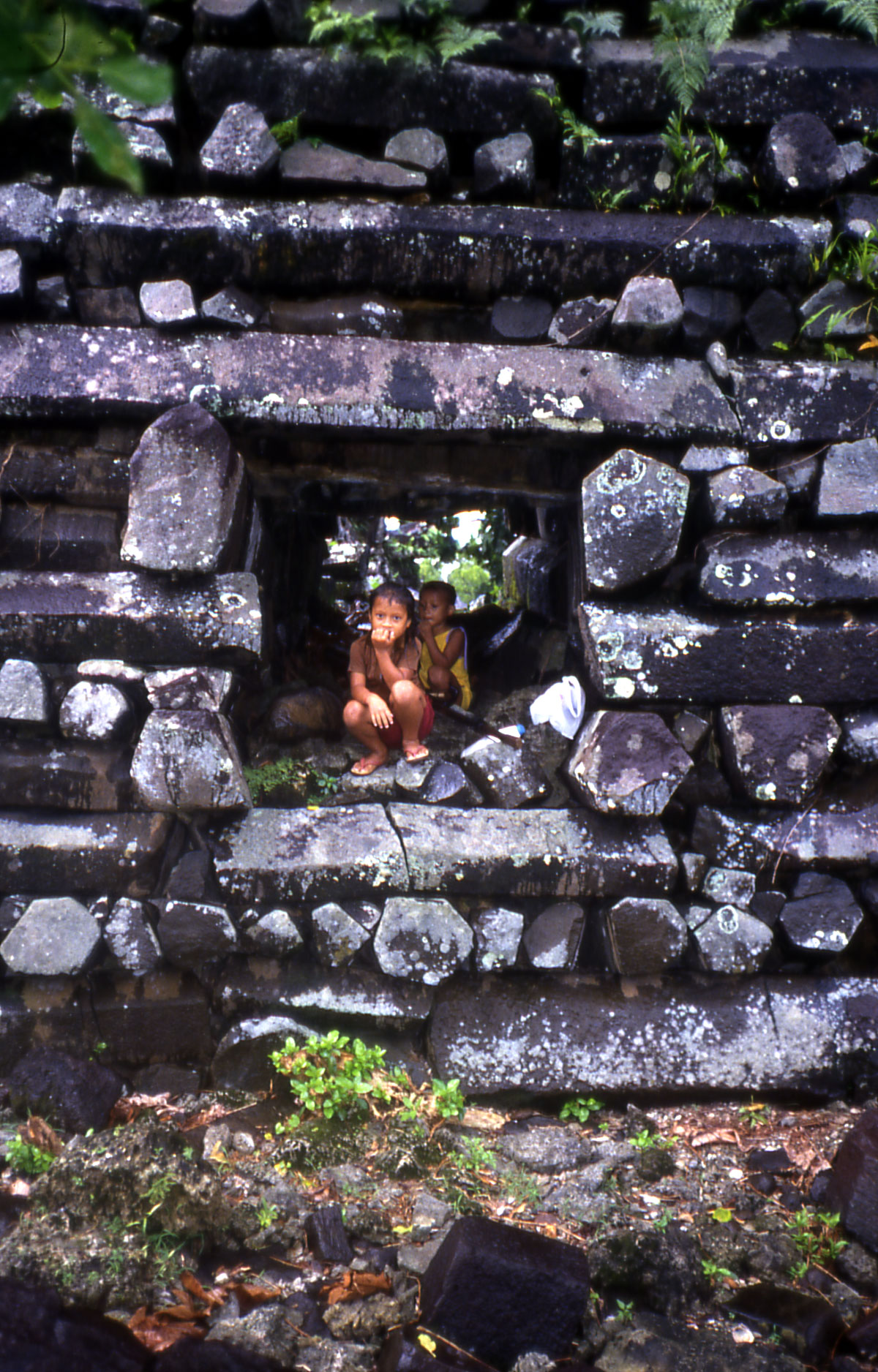
Прохід крізь стіну побудований зі стовпчакових шматків базальту

Нан-Мадол був церемоніальним і політичним центром династії Сауделерів, яка об'єднувала приблизно 25 000 населення Понпеї. Розташований між головним островом Понпеї та островом Темвен, він був у центрі людської діяльності ще в першому та другому столітті нашої ери. До VIII–IX століть уже відбувалося будівництво на острівцях, а спорудження характерної мегалітичної архітектури розпочалося приблизно в 1180–1200 роках нашої ери. У часи найбільшого піднесення (XIV ст.) держава Саунделерів охоплювала східну групу Каролінзьких островів.
Близько 1500 року правителів із династії Сауделерів були звідси вигнано. Причина цього невідома й досі, та за легендою до цього доклався бог Грози. За іншою версією, Нан-Мадол завоювали мешканці сусіднього острова Косрае, вождем якого був Ізо-Калакалу. Останній та декілька його наступників панували з Нан Мадола, але згодом держава розпалася на 5 вождіств. Нан Мадол спочатку как використовувався як церемоніальний центр, а потім остаточно занепав. 
У XIX столітті дослідження островів почали європейці та американці, виявивши їх цілковито занедбаними. Першу інформацію про них надав ірландський матрос Джеймс О’Коннел. У 1850-х роках аматорські спостереження зробив американський місіоер Лютер Ґ'юлік, але справжні ґрунтовні дослідження здійснили Я.Кубарі й Ф.Кристіан. Проте чимало мешканців острова й досі вірять у те, що це місце населене духами.
Частина зруйнованих кам'яних колод містяться під водою, коло берега. Камені вкриті товстим шаром коралів. Будівлі коло берега розташовані на глибині близько 20 метрів. Як відомо, рівень океану в Середньовіччі був нижчим від сучасного усього на 1-1,5 метри. За цими ознаками можна припустити, що Сауделери ймовірно використали залишки давніших, поруйнованих споруд, форму й призначення яких нині важко визначити.

## Технологія будівництва

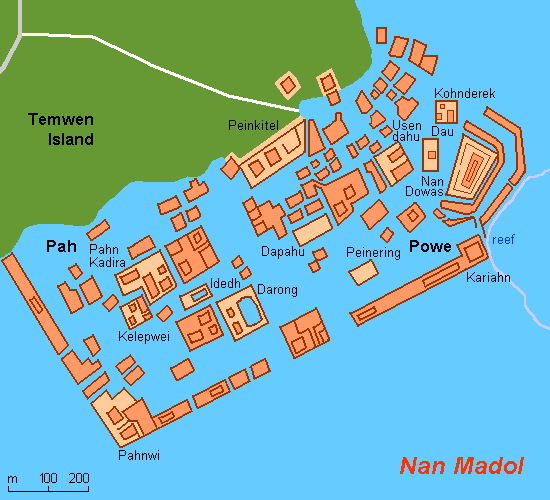
Карта Нан-Мадола

Фундаментом для острівців став кораловий риф. Комплекс складається із штучних острівців, зведених на коралових основах у неглибокому місці лагуни, яких зараз налічують 92. Більшість острівців квадратної чи прямокутної форми, деякі мають форму складного багатокутника. Загальна конфігурація комплексу також наближається до прямокутника, яке розміри становлять приблизно 0,5 на 1,5 км. Основний принцип будівництва полягав у тому, що подовжені базальтові брили вкладалися в ряди. Ряди перетинають один одного. Брили мають природну призматичну форму - від п'яти до восьми граней. Острови поділяють канали, місцями настільки вузькі, що ледве може пройти каное. Іноді ряди нерівноцінні – більші блоки перекладені значно меншими. Споруди, зведені за допомогою цієї техніки, надзвичайно характерні. У деяких островів подібна кладка закладена лише в основу, трохи піднімаючи сам острів над поверхнею води. На інших островах збудовані стіни різної ширини та висоти, складені платформи та подіуми. Від відкритого океану, з південної та східної сторін, комплекс відгороджений своєрідним хвилерізом, який також частково зруйнований. Величезна кількість базальту, яка була потрібна для будівництва, була привезена на каное (або плотах) з північного узбережжя Понапе. 
Для будівництва Нан-Мадолу використано тисячі таких мегалітів, деякі з них сягають п'яти метрів завдовжки та важать більше п'яти тон. Один із кутових к аменів фундаменту, за оцінками спеціалістів важить 50 тон. Якщо припустити, що зведення будівель здійснювалося методом «тягни-штовхай», то, за розрахунками дослідників, для будівництва Нан-Мадолу знадобилася значна кількість робітників. Та й саме будівництво мало тривати не одну сотню років. За однією з гіпотез, базальтові брили пересували, використовуючи як опору нахилені стовбури пальмових дерев.
Комплекс поділено на дві частини центральним каналом. На південний захід лежало Нижнє місто, яке було осередком суспільного життя. Розташоване на північний схід Верхнє місто служило для проведення релігійних церемоній і було місцем поховання знатних осіб.
Поховальні комплекси розташовані на багатьох островах Верхнього міста, серед яких найзначущим був Пінерінг. На цьому відносно великому острові також збудовані стіни, хоч і не такі високі, як на Нан-Довасі. Крім поховань тут є велике вогнище, що є чотирикутним поглибленням і призначене, найімовірніше для ритуальних цілей. Острів Нан Модучаї («місце, де купи золи»)  був осередком безлічі робітників, які будували острови. Острів Пан-Ілел («місце, де треба керувати») виникло, ймовірно, через безліч мілин навколо.
Центром Нижнього міста був острів Панкадира («місце оголошень»). Острів був оточений п'ятиметровими стінами і фактично був храмово-палацевим комплексом. Приблизно в центрі була триярусна платформа з трьома заглибленнями, де розводили вогонь. Ще одна платформа досягала розмірів 20х40 метрів, на ній було зведено храм на честь громовержця. На острові також були житла Сауделерів, членів їхніх сімей, і тих, хто обслуговував царських осіб. Фундаменти будинків, осередки та стіни, що оточують житлові квартали розташовані у східній та північній частинах острова. Найбільш монументальні споруди Нижнього міста, що добре збереглися, знаходяться на острові Нан-Довас («Високі стіни»). Вважається, що тут поховані правителі острова Сауделери, а пізніше Нанмарки (засновником яких був Ізо-Калакалу). Тут, у внутрішньому дворі розташовуються поховання Сауделеров. Поховання знаходиться в свого роду склепі, який є чотирикутною криницею. Його стіни, складені так само, як і решта, досягають у висоту трьох метрів. Зверху шахта вкрита брилами базальту. Внутрішнє приміщення склепу має розміри три на чотири метри. Ще три аналогічні склепи, трохи меншого розміру знаходяться між внутрішньою і зовнішньою стінами, з південної, північної та східної сторін. Інші острови Нижнього міста призначалися для проживання знаті та проведення різних церемоній. На острові Ідед (Ітет), що лежить на північний схід від Панкадири, у басейні тримали священного вугра. Іноді вугра годували нутрощами черепах, яких, у свою чергу, також тримали в іншій штучній водоймі. Острів Доронг (Торон) мав форму колодязя, побудовано навколо природного поглиблення в рифі. Поверхня острова всіяна мушлями – у цій водоймі розводили молюсків, які призначалися для знаті.

## Комплекс і його призначення
За деякими ознаками можна зробити висновок, що в часи Сауделерів комплекс Нан Мадол бул культовою спорудою й відігравав центральну роль в релігійному житті громади. Тут вдалося ідентифікувати храми, гробниці й громадські будівлі, в'язницю тощо. Імовірно, що головним божеством був бог Грози (що й не дивно, враховуючи те, що тут випадає до 4922 міліметрів опадів у рік), а у священних ставках розводили морських тварин. На спеціальній церемонії віддавали почесті священному вугру, годуючи його, за однією з версій, вареним м'ясом черепах, за іншою — людей. На території комплексу стоять чотири великі мавзолеї, які чудово збереглися донині.
Чимало споруд зруйновано настільки, що відновити первісну їх висоту неможливо.

## Нан-Мадол у навколонауковій літературі
- Джеймс Черчвард у своїй книзі «Загублений континент Му: прабатьківщина людства» (1926 р.) називає місто частиною загубленого континента «Му»[8]
- У книзі "Втрачене місто каменів" (1978) автор Біл С. Балінджер викладає теорію про зведення міста грецькими моряками за 300 років до Різдва Христового.
- Девід Гатчер Чілдрес, автор путівників, припускає зв'язок Нан Мадолу з гіпотетичним континентом Лемурія[9].
- У книзі 1999 року "Найближчий глобальний супершторм", виданий Art Bell та Вітлі Стрібером, вказано, що глобальне потепління (похолодання) призведе до таких раптових і катастрофічних умов, що могло би призвести до зникнення високорозвинутої цивілізації у минулому. Як приклад високотехнологічної оснащеності древніх наводиться будівництво Нан Мадолу, яке потребує навичок роботи з таким міцним матеріалом як базальт.
- У книзі Олександра Ніконова "Предсказание прошлого. Расцвет и гибель допотопной цивилизации" 2009 року, автор припускає, що тубільці не могли побудувати такі споруди з 5-50 тонних мегалітів. На його думку кам'яні будівлі були зведені давньою, розвиненішою цивілізацією, загибель якої спричинив "всесвітній потоп".
- На думку шотландсько-новозеландського вченого Джона Макміллана Брауна[en] колись острови Пасхи та Понапе були частиною великої суші, населеної багатотисячним народом, Пацифіди.[10]

|  |
|  |

|  |
|  |

|  |
|  |